# Challenge UNFP du joueur le plus fair-play
Le Challenge UNFP du joueur le plus fair-play (aussi appelé Trophée Serge Mesonès, du nom de l'ancien joueur d'Auxerre décédé d'une crise cardiaque en 2001), est né d'une idée de l'association de José Touré Touche pas à mon sport.
Ce trophée mensuel organisé par l'Union nationale des footballeurs professionnels concerne tous les joueurs de football évoluant en première division. 
Chaque lauréat s'engage à mener dans une école de sa région une action en faveur du respect des valeurs du sport et du football, en dénonçant notamment la violence et le dopage.

## Les lauréats
- Août 2002 : Philippe Mexès
- Septembre 2002 : Mickaël Landreau
- Octobre 2002 : Mickaël Pagis (bousculé lors de Sochaux-Bordeaux, Pagis s’est retrouvé à terre ; il se relève et s’en va serrer la main de son adversaire, celui-là même qui venait de commettre la faute).
- Novembre-décembre 2002 : Cédric Mionnet (alors que son équipe était menée et allait être battue par Troyes (2-0), il félicita le gardien de but adverse,Tony Heurtebis, qui arrêta consécutivement deux tirs sedanais lors de la 87e minute).
- Janvier 2003 : Grégory Wimbée
- Février-mars 2003 : Johan Radet (le 8 mars 2003, lors d’Auxerre-Rennes, il soigne un adversaire qui avait pris le ballon dans le bas ventre évitant ainsi l’entrée des soigneurs).
- Avril 2003 : Kuami Agboh (le samedi 19 avril 2003, au cours de la rencontre Auxerre-Le Havre (34e journée de L1) il blesse involontairement l'arbitre du match, M. Lhermite. Deux jours plus tard, Agboh se rend à Paris au chevet de l'arbitre, opéré d'une double fracture tibia-péroné, et lui remet un maillot).
- Mai 2003 : Éric Sikora

## Précision
Le Trophée Serge Mesonès est également un trophée annuel qui oppose les anciens de l'AJ Auxerre à une autre équipe d'anciens joueurs. 